# Butiksstängningslagen
Butiksstängningslagen var en lag som reglerade detaljhandelns öppettider.
Lagar reglerande butikers öppettider antogs 1900 i Norge och 1904 i Storbritannien, Österrike-Ungern 1908 och Danmark 1910. I Sverige försökte man länge på frivillig väg reglera butikernas öppettider, men 1904 lade riksdagsledamöterna Jakob Byström och Karl Gustaf Karlsson fram en motion om regleringar även i Sverige. De förnyades under de följande åren och 1906 beslutade regeringen att begära förslag om lagbestämmelser inom området och 1909 lades förslaget fram och antogs 6 juni 1909. Lagen kallades vanligen Butiksstängningslagen och bestämde att butikerna på vardagar inte fick öppna tidigare än klockan 7.00, och måste stängas senast 20.00. Matvarubutiker och tobaksaffärer fick dock öppna redan klockan 6.00, och tobaksaffärer fick hålla öppet ända till 21.00. Öppettiderna på söndagar reglerades tidigare om lagstiftningen om sabbatsbrott, men genom en ny lag 6 juni 1912 inkluderades även ett förbud mot öppna butiker på söndagar och helgdagar. Lokala ordningsstadgor tillät även strängare reglering av öppettiderna.
30 maj 1919 antogs en ny lag som reglerade öppettiderna än hårdare. Handelsbodarna hade tillstånd att hålla öppet 8.00-19.00, under perioden 10–23 december fick dock butikerna ha öppet till 20.00. Butiker där mejeriprodukter, ägg, margarin, konditori- eller bagerivaror såldes fick lov att öppna redan 7.00 och ha öppet en timme senare än övriga butiker. På söndagar eller helgdagar fick inga handelsbodar, rak- eller frisersalonger, eller badhus hållas öppna. Butiker för färska livsmedel som ovan eller frukt och levande blommor fick dock ha öppet på söndagarna 7.00–10.00. Specialtillstånd kunde utfärdas.
Undantagna från bestämmelsen var kaféer eller restauranger med förtäring på stället, försäljning av biljetter för järnväg och båtar, apotek och försäljning av "för motorfordons framföring nödvändiga varor".
Butiksstängningslagen av 22 juni 1939 innehöll i stort sett samma bestämmelser som 1919 års lag.
Från 1967 tilläts alla butiker ha öppet till 20.00, och 1972 fick Sverige helt fria öppettider. Men frågan om begränsning av öppettiderna har dock återkommit tid efter annan. 1975 tillsattes en affärstidskommitté i riksdagen, och ett beslut om reglering av öppettiderna stöddes då av alla riksdagspartier utom Folkpartiet och Moderaterna. Någon sådan reglering kom dock aldrig till, men frågan återkom politiskt fler gånger fram till 1991. Fram till slutet av 1990-talet drev Handelsanställdas förbund frågan om reglering av öppettiderna.